# Safiyya bint Huyayy
Safiyya bint Huyayy (en árabe: صفية بنت حيي) era una mujer judía de la tribu Banu Nadir, que escapó a los 17 años, ya que se convirtió en una mujer musulmana y también se convirtió en esposa de Mahoma para que enseñara a los musulmanes que se podían casar con una judía. Ella fue llamada, junto al resto de las esposas de Mahoma, con el título de "Madre de los Creyentes".

## Primeros años
Safiyya nació en Medina, hija de Huyayy ibn Ajtab, el jefe de la tribu judía Banu Nadir. Su madre, Barra bint Samawal, era de la tribu Banu Qurayza. Estuvo casada con Salam ibn Mishkam pero se divorció poco tiempo después.
Cuando los Banu Nadir fueron expulsados de Medina en el año 625, su familia se estableció en Jáibar, un oasis cerca de Medina. Su padre y su hermano salieron de Jáibar para unirse a las fuerzas de La Meca y beduinas, que asediaban a Mahoma en Medina durante la batalla de la Trinchera. Cuando los mequíes se retiraron, Mahoma sitió a la tribu Banu Qurayza, y el padre de Safiyya fue capturado y ejecutado.
En el año 627 o 628, Safiyya se casó con Kenana ibn al-Rabi, tesorero de los Banu Nadir, a los 17 años. Se dice que Safiyya había informado a Kenana sobre un sueño que tuvo en el cual la luna caía de los cielos hacia su regazo. Kenana, interpretando esto como un deseo de casarse con Mahoma, la golpeó en la cara dejándole una marca que aún era visible cuando se casó con Mahoma.

## Batalla de Jáybar

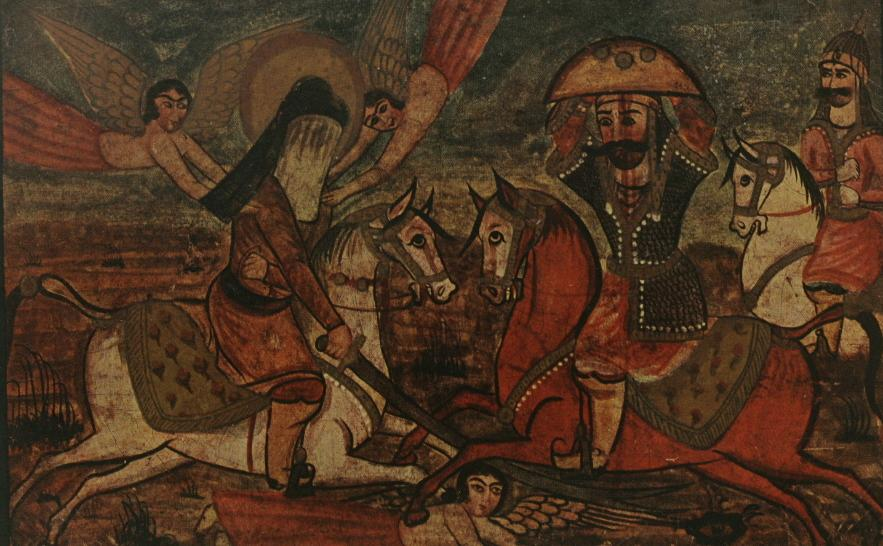
Ali en el arte, Batalla de Khaybar, Batallas en el arte, Mahoma en las miniaturas persas, Zulfiqar en el arte.

En mayo del año 629, los musulmanes derrotaron a varias tribus judías (incluida la tribu Banu Nadir) en la batalla de Jáybar. La tierra de los Banu Nadir pasó a ser propiedad de los musulmanes.
Como consecuencia, las mujeres cautivas fueron divididas entre Mahoma y sus seguidores. Safiyya fue asignada a Dihya ibn Jalifa pero Mahoma la seleccionó para él, y a Dihya le ofreció dos de las primas de Safiyya. A continuación, para mejorar su condición social, ella se convirtió al Islam y se casó con Mahoma.

## Matrimonio con Mahoma
Según Muhammad al-Bukhari, Mahoma tardó tres días en llegar desde Khaybar a Medina, donde consumó su matrimonio con Safiyya.
Algunos eruditos modernos, opinan que Mahoma decidió casarse con Safiyya, el único miembro superviviente de la tribu Banu Nadir, como parte de la reconciliación con la tribu judía.
Mahoma le sugirió convertirse al islam, y ella así lo hizo, convirtiéndose oficialmente en su esposa. Nunca pudo darle un hijo a Mahoma. A pesar de su conversión, el resto de esposas de Mahoma se burlaban de su origen judío. Las dudas sobre la lealtad de Safiyya al islam y la sospecha de que iba a vengar a sus parientes muertos, son temas en la Sirah Rasul Allah. En estas historias Mahoma expresa gran disgusto por estas dudas y reafirma la lealtad de Safiyya.
Con respecto a la ascendencia judía de Safiyya, Mahoma le dijo una vez a su esposa que si las otras mujeres la insultaban por su "herencia judía" y estaban celosas de su belleza, ella debía responder: Aarón es mi padre, Moisés mi tío y Mahoma mi esposo.

## Legado
En 656 Safiyya se puso del lado del Califa Uthman ibn Affan, y lo defendió en su último encuentro con Ali, Aisha y Abd Allah ibn al-Zubayr. Durante el periodo en que el Califa fue asediado en su residencia, Safiyya hizo un intento fallido de llegar a él, y le proporcionó agua y comida a través de un tablón colocado entre su vivienda y la de él.
Safiyya murió en el año 670 o 672, durante el califato de Muawiya I y fue enterrada en el cementerio de Jannat al-Baqi. Dejó una finca por un valor de 100.000 dinares que dejó en herencia a su sobrino judío. Su vivienda en Medina fue comprada por el califa Muawiya I por un valor de 180.000 dinares.